# Marie Svensson
Marie Svensson (Simrishamn, 9 agosto 1967) è una tennistavolista svedese.